# Nunatak Odinochnyj
Nunatak Odinochnyj (englische Transkription von russisch Нунатак Одиночный Nunatak Odinotschny, deutsch ‚Einzelner Nunatak‘) ist ein isolierter Nunatak im ostantarktischen Mac-Robertson-Land. In den Prince Charles Mountains ragt er südlich des Mount Hay auf.
Russische Wissenschaftler benannten ihn.